# إدوارد كين
إدوارد كين (بالإنجليزية: Edward Kean)‏ هو كاتب سيناريو أمريكي، ولد في 28 أكتوبر 1924، وتوفي في 13 أغسطس 2010 بسبب نفاخ رئوي.

## وصلات خارجية
- إدوارد كين على موقع IMDb (الإنجليزية)